# إيلوكست
إيلوكست (بالإنجليزية: Ilūkste) هي منطقة سكنية تقع في لاتفيا في لاتفيا.[بحاجة لمصدر] يقدر عدد سكانها بـ 2,938 نسمة ومساحتها 9 كم2 .

## معرض صور

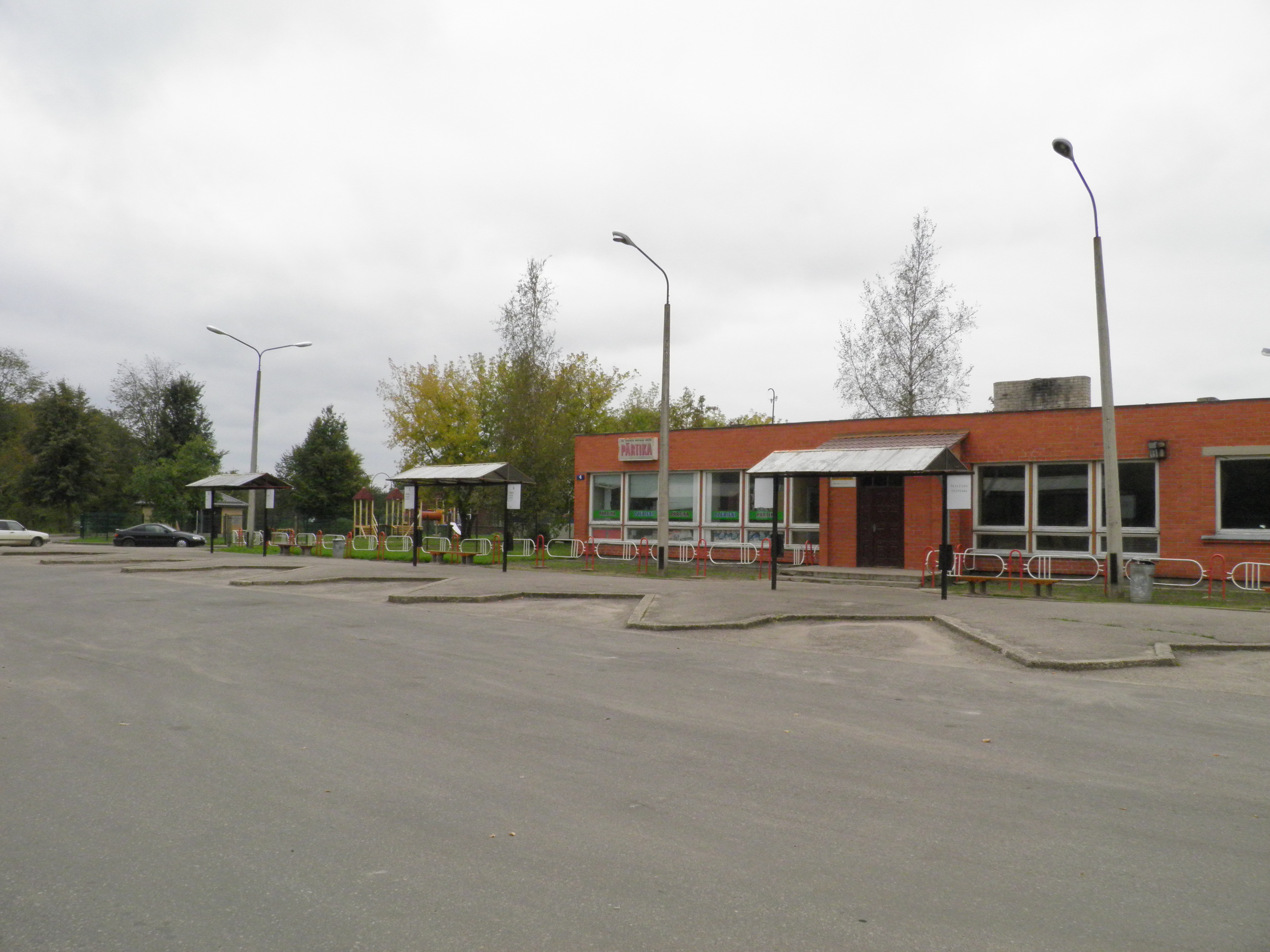
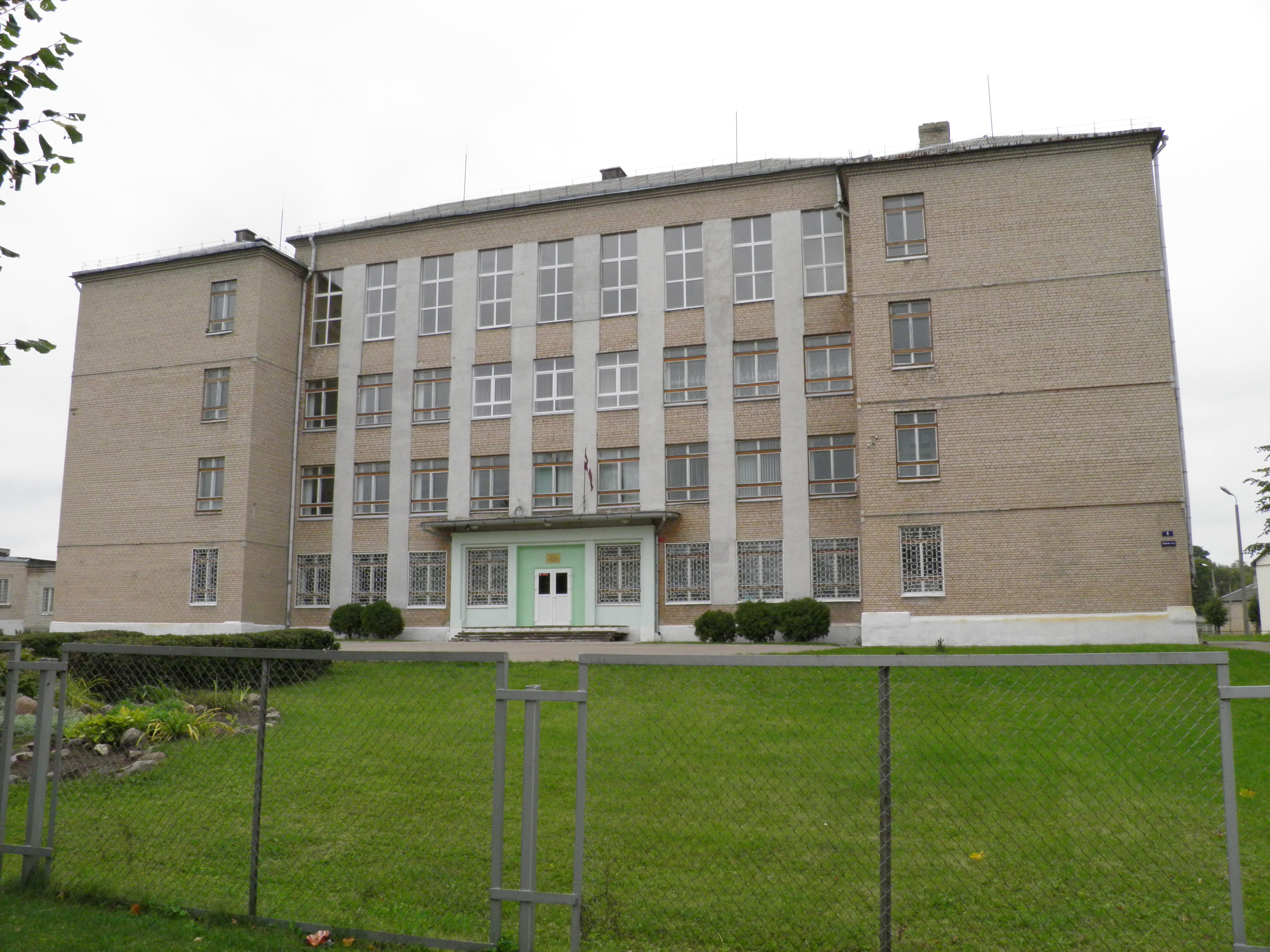